# Anales del Museo Nacional de Buenos Aires
Anales del Museo Nacional de Buenos Aires (abreviado Anales Mus. Nac. Buenos Aires) fue una revista con ilustraciones y descripciones botánicas que fue editada en Buenos Aires. Se publicaron dos series en los años 1875-1911. Fue precedida por Anales del Museo Público de Buenos Aires y reemplazada por Anales del Museo Nacional de Historia Natural de Buenos Aires.

## Publicaciones
- Ser. 2, vols. 1–3, 1895–1902;
- ser. 3, vols. 1(4)–13(20), 1902–1911.